# من و او
من و او (آلمانی: Ich und Er) فیلمی در ژانر فانتزی و کمدی به کارگردانی دوریس دوریه است که در سال ۱۹۸۸ منتشر شد.

## بازیگران
- گریفین دان
- الن گرین
- کلی بیشاپ
- کاری لوول
- دیوید آلن گرایر
- کریگ تی. نلسن
- مارک لین-بیکر
- هاینر لاوترباخ
- ساموئل رایت
- چارلین وودارد
- جودی مارکل
- رابرت لاساردو